# Sveučilište u Tokiju
Sveučilište u Tokiju (東京大学; Tokio Daigaku ; skraćeno Todai), jedno od najpoznatijih japanskih sveučilišta, čuveno po istraživačkim laboratorijima.
Obuhvaća 10 fakulteta, s oko 30 000 studenata, od kojih je oko 2 100 iz inozemstva (što je po japanskim standardima velik broj stranih studenata na jednom sveučilištu). Sastoji se od pet kampusa koji se nalaze u Hongu, Komabi, Kašivi, Širokani i Nakanou. Iako se u sklopu ovog sveučilišta nalazi 10 fakulteta, najčuveniji su pravni i filološki. Iz njega je izašao veliki broj japanskih političara, premda se njegova uloga po tom pitanju vremenom smanjuje. Primjera radi, gledano tijekom 1950ih, 1960ih, 1970ih, 1980ih i 1990ih godina, ministri koji su završili studije na ovom sveučilištu su činili redom 2/3, 1/2, 1/4, 1/5 i na kraju 1/6 od ukupnog broja japanskih ministara.
To međutim ne umanjuje značaj Sveučilišta u Tokiju, i on i dalje važi za jedan od najboljih japanskih sveučilišta po pitanju mnogih znanstvenih oblasti. Njegovi glavni konkurenti su preostalih šest od tzv. „sedam sveučilišta“, koji su bili carska sveučilišta prije Drugog svjetskog rata, osobito kjotsko, koje je dalo veći broj nobelovaca nego Sveučilište u Tokiju.

## Fakulteti
Fakulteti Sveučilišta u Tokiju su sljedeći:
- Pravni
- Medicinski
- Tehnički
- Društvenih znanosti
- Fizički
- Poljoprivredni
- Ekonomski
- Umjetnosti i znanosti
- Obrazovanja
- Farmacije

## Sanširo
Jezerce Sanširo (三四郎池), u srcu sveučilišnog dvorišta Hongo, datira od 1615. godine. Nakon pada tvrđave Osaka, Šoguni su dali ovo jezerce i okolne bašte Medi Tošitsunu. Nakon što je Meda Cunanori još unaprijedio okoliš jezerceta, to je postalo jedno od najljepših jezeraca u tadašnjem Edu (današnjem Tokiju). U to vrijeme jezerce se zvalo Ikutoku en, što znači „Bašta vrline podučavanja“. Ivice jezerceta čine oblik srca („šin“), i zbog toga se službeno zove „Ikutoku en Šinđike“. Međutim, najčešće se naziva Sanširo, još otkako je Nacume Soseki objavio svoj roman „Sanširo“.